# Mein Leben & Ich
Mein Leben & Ich ist eine deutsche Comedy-Fernsehserie um den Alltag der von Wolke Hegenbarth dargestellten Schülerin Alexandra „Alex“ Degenhardt, die von 2001 bis 2009 auf dem Fernsehsender RTL lief.

## Allgemeines
Produziert wurde Mein Leben & Ich von der Produktionsfirma Sony Pictures Film und Fernseh Produktions GmbH. Stilistisch und thematisch ähnelt die Serie der US-Produktion Willkommen im Leben (original My So-Called Life), auch wenn diese als Drama angelegt war. Im Gegensatz zu dieser zeigt Mein Leben & Ich jedoch starke Ähnlichkeiten mit der US-Zeichentrickserie Daria. In beiden Serien ist die Hauptfigur ein ziemlich zynisches Mädchen – im Gegensatz zu Willkommen im Leben, wo diese eher verträumt ist.
Bis 2009 wurden von Mein Leben & Ich sechs Staffeln mit insgesamt 74 Folgen ausgestrahlt. Die Serie wurde auch in anderen europäischen Ländern gesendet. In Österreich lief sie z. B. im Mittagsprogramm des ORF, in Frankreich wurde sie unter dem Titel Ma vie à moi von France 2 ausgestrahlt, in Finnland heißt sie Elämä on Laiffii, in Spanien Mi Vida y Yo und in Russland Моя жизнь и я.
Die Serie war für mehrere Fernsehpreise nominiert und gewann einige Auszeichnungen. Wolke Hegenbarth gewann 2004 für ihre Darstellung der Alex den Deutschen Comedypreis; die Serie selbst war in den Jahren 2002, 2004, 2005 und 2006 jeweils für diesen Preis nominiert. Für den Deutschen Fernsehpreis war die Serie 2002 und 2004 nominiert, hinzu kamen 2002 und 2003 insgesamt drei Nominierungen für den Grimme-Preis.
Am 19. Oktober 2007 gab die Produktionsfirma nach 74 Folgen das Ende der Serie bekannt, da der Fernsehsender RTL eine siebte Staffel nicht mehr in Auftrag gegeben hatte. Die sechste und letzte Staffel lief vom 15. November 2009 bis zum 20. Dezember 2009.
Am 3. November 2008 erschienen die ersten beiden Staffeln auf DVD. Am 6. April 2009 erschienen die Staffeln drei und vier auf DVD und am 24. Juli 2009 schließlich die Staffeln fünf und sechs. Der Release wurde von der Firma Turbine Medien umgesetzt. Die DVD enthält anstelle des in der deutschen Ausstrahlung verwendeten Soundtracks den alternativen der internationalen Ausstrahlung, da für den RTL-Soundtrack den Angaben von Turbine zufolge eine Lizenzierung nicht möglich war.

## Besetzung

### Hauptfiguren

#### Alexandra „Alex“ Degenhardt
Alex (Wolke Hegenbarth) ist die Protagonistin der Serie. Sie ist überzeugte Einzelgängerin, interessiert sich kaum für ihre Familie und Mitschüler und versucht, diesen aus dem Weg zu gehen, doch ist sie häufig – in der Regel ausgelöst durch Claudia – mit deren Problemen konfrontiert. Wenn sie sich dann notgedrungen doch mit den Menschen in ihrem Umfeld beschäftigt, dann häufig nur, indem sie sie auf sarkastische Weise beleidigt. Alex’ Hobbys sind Lesen und Tagebuchschreiben, wobei Letzteres auch die Rahmenhandlung der Serie bildet. Daneben zählt auch die Fotografie zu ihren großen Leidenschaften. Sie fotografiert am liebsten Mülleimer, tote Vögel und Ähnliches, wobei sie die Fotos später im Badezimmer selbst entwickelt. Gelegentlich zeigen sich aber auch Alex’ nette Seiten, z. B. tröstet sie Claudia einmal, als sie Liebeskummer hat, oder redet mit ihrer Mutter, die unter den Wechseljahren leidet. Mit einer Ausflugsbekanntschaft, Oliver, erlebt sie zwar ihr erstes Mal, kommt mit diesem auch kurzzeitig zusammen, ist aber ansonsten über das gesamte Seriengeschehen Single. Zeitweise erscheint der Eindruck, dass Alex in Daniel verliebt ist. Ab der fünften Staffel wird Alex etwas aufgeschlossener und beginnt, sich modischer zu kleiden. Da sie nach dem Abitur noch keine festen Zukunftspläne geschmiedet hat, immatrikuliert sie sich zunächst für Agrarwissenschaften, dem ersten Studiengang im Alphabet, in dem sie nach anfänglichen Schwierigkeiten auch verbleibt. Am Serienende fällt sie aufgrund eines allergischen Schocks ins Koma und überlebt dieses nur knapp. Im Serienfinale zeigt sich, dass Daniel und Thomas, ein Kommilitone Claudias, in Alex verliebt sind, allerdings blockt Alex beide ab und steigt in ein Taxi, in welchem sie davonfährt.

#### Hendrik Degenhardt
Hendrik (Gottfried Vollmer) ist Ankes Ehemann und der Vater von Alex und Basti. Von Beruf ist er Designer in einem Automobilkonzern, früher wollte er allerdings einmal Künstler werden. Trotz aller Kreativität ist er handwerklich ungeschickt, weswegen er eigene Ideen im Haushalt der Degenhardts meist schlecht umsetzt. Hendrik geht persönlichen Konflikten eher aus dem Weg und verkriecht sich in seiner Garage, was immer wieder zu kleineren Ehekrisen zwischen ihm und seiner Ehefrau Anke führt. Allerdings zeigen er und Anke auch ausgeprägtes Umwelt- und Gerechtigkeitsempfinden und legen sich deswegen häufig mit Behörden an, auch wenn es in den meisten Situationen nur um Belanglosigkeiten wie das Abholzen eines einzelnen Baumes geht.

#### Anke Degenhardt
Anke (Maren Kroymann) ist Hendriks Ehefrau und Mutter von Alex und Basti. Wie Hendrik ist auch sie ein Ex-Hippie. Zu Anfang der Serie ist sie Musiktherapeutin im städtischen Krankenhaus und geht auch ihrer Familie häufig mit ihren Schellen und Rasseln auf die Nerven. Zu Hause befasst sie sich häufig mit den Problemen in ihrer Familie, besonders mit denen von Alex und Basti, die diese allerdings nicht als Probleme sehen. Außerdem ist Anke diejenige in der Familie, die sich am besten mit Claudia versteht, weswegen sie häufig einen Plausch mit ihr hält, wenn diese sich mal wieder selbst bei den Degenhardts eingeladen hat. Als Anke in den Wechseljahren ist, belastet das die ganze Familie und Anke nervt alle mit Übungen aus Büchern wie „10 Stufen zum Glücklichsein“.

#### Sebastian „Basti“ Degenhardt
Basti (Frederik Hunschede) ist Alex’ kleiner Bruder. Schon zu Beginn der Serie können Alex und er sich nicht leiden. Meistens gehen sie sich aus dem Weg und reden nur selten miteinander. In späteren Verlauf der Serie entwickelt sich Basti zu einem Mädchenschwarm und verhält sich immer eitler und arroganter. Er führt zwischenzeitlich mehrere Affären gleichzeitig, wodurch er zugleich auch den Hass eines Mädchens auf sich zieht. Doch auch er kann sehr unsicher werden, vor allem als er bemerkt, dass er sich in Claudia verliebt hat, mit der er schließlich auch eine Beziehung beginnt.

#### Claudia Fischer
Claudia (Nora Binder) kommt nach einem Umzug ihrer Eltern als neue Schülerin in Alex’ Klasse. Da einzig neben Alex ein Platz frei ist, setzt sie sich neben diese und betrachtet sie ab diesem Zeitpunkt als ihre beste Freundin, obwohl sie regelmäßig von Alex abgeblockt wird. Ihre Lieblingsbeschäftigung neben dem Shopping ist, sich, meist ungefragt, in das Leben und die Probleme von Alex und anderen Klassenkameraden einzumischen. Dadurch geht sie anderen Menschen auch leicht auf die Nerven, obwohl sie es in den allermeisten Fällen nur gut meint. Sie hat zudem die Angewohnheit, schnell und viel zu reden. Sie bemerkt nur selten ihre eigenen Fehler und überhört stets jeden noch so negativen Unterton. Claudias Eltern sind wohlhabend, aber schon seit mehreren Jahren geschieden, was sie gelegentlich noch belastet. Sie lebt in einer Villa gemeinsam mit ihrer an psychischen Problemen leidenden Mutter, welche zwar mehrfach erwähnt wird, aber in der Serie nie persönlich zu sehen ist. Nachdem sie über den Serienverlauf ein schlechtes Verhältnis zu Alex’ Bruder hatte, verliebt sie sich in der fünften Staffel in ihn und beide beginnen später eine Beziehung. Nach dem Abitur startet sie an der Universität Köln ein Medizinstudium, ist aber mit dem universitären Alltag zunehmend überfordert.

#### Nikolaus „Niko“ Pütz
Niko (Sebastian Kroehnert) ist ein Freund von Claudia und sieht sich auch als Freund von Alex, wobei Alex und andere Mitschüler ihn als Loser betrachten und regelmäßig verspotten. Wie Claudia stammt auch Niko aus wohlhabendem Elternhaus, hat jedoch ein sehr unterkühltes Verhältnis zu seinen Eltern und seiner älteren Schwester. Sein größter Traum ist es, ein erfolgreicher DJ zu werden. In der vierten Staffel verliebt er sich in eine Lehrerin und beginnt mit ihr eine heimliche Beziehung. Kurz darauf bricht Niko nach einem Streit mit dem Direktor die Schule ab und erklärt seinen Freunden und seiner Familie, dass er nach Berlin ziehen werde. Allerdings taucht er zu Beginn der fünften Staffel in einer Kölner Videothek wieder auf, in der er für den Eigentümer als angestellter Geschäftsführer Schulden abarbeiten muss. Als Alex ihn entdeckt, stellt er sie als Verkäuferin ein. Gegen Ende der fünften Staffel beginnt er eine Beziehung mit Nina, einer Kundin der Videothek.

### Nebenfiguren

#### Daniel Kaminski
Daniel (Toni Snétberger) geht in die gleiche Klasse wie Alex und Claudia. Es erscheint häufig so, dass Alex in ihn verliebt ist, allerdings gesteht sie sich das nicht ein. Alex ist die einzige in der Klasse, die weiß, dass seine Mutter ein Alkoholproblem hat und Daniel sich deswegen um seinen kleinen Bruder kümmern muss. Als das Problem mit seiner Mutter nicht mehr zu bändigen ist, zieht er mit seinem Bruder nach Dortmund. Kurz bevor es dazu kommt, küssen Alex und er sich, woraufhin Alex sehnsüchtig, aber vergebens auf seinen Anruf wartet, als er in Dortmund ist. Er kehrt kurze Zeit später nach Köln zurück. Am Ende der Serie gesteht Daniel Alex bei einem Abitreffen seine Liebe, die sie jedoch abblockt.

#### Oliver
Alex begegnet Oliver (Arne Lenk) und dessen Freunden bei einem Wochenendausflug in die Eifel gemeinsam mit Claudia und Niko. Trotz anfänglicher Abneigung verbringt sie eine gemeinsame Nacht mit ihm und hat ihren ersten Sex. Danach verlieren sich beide aus den Augen. Einige Monate später jedoch taucht er zufällig wieder in Alex’ Leben auf, nachdem er in Hendriks Firma ein Praktikum ableistet und Hendrik ihn für eine Projektarbeit nach Hause einlädt. Oliver verliebt sich erneut in Alex und möchte eine Beziehung mit ihr beginnen, diese kommt daraufhin kurz mit Oliver zusammen, die beiden trennen sich schließlich aber wieder, weil Alex sich eingesteht, dass sie keine Gefühle für Oliver hat.  

#### Kai
Kai (Ole Tillmann) ist in der fünften Staffel Angestellter in Nikos Videothek, in der auch Alex arbeitet. Kai ist arrogant und selbstverliebt. Er verbringt die meiste Zeit in der Videothek damit, die Kunden zu beleidigen oder im Büro mit Niko zu faulenzen. Alex und er können sich nicht ausstehen, Niko und Basti verstehen sich allerdings gut mit Kai. Aus diesem Grund laufen Alex und Kai sich immer wieder über den Weg.

#### Thomas
Thomas (André Willmund) ist Medizinstudent an der Universität Köln und ein Kommilitone Claudias. Zwischen ihm und Alex besteht anfangs eine starke Abneigung, jedoch entwickeln sich später Gefühle und beide haben Sex. Wie auch Daniel wird Thomas aber am Ende von Alex abgeblockt.

#### Weitere
| Rolle         | Schauspieler                | Staffel |
| ------------- | --------------------------- | ------- |
| Sabine        | Judith Hoersch              | 1–4, 6  |
| Stefan        | Jonas Faust                 | 1–6     |
| Moni          | Anisá Gebhard               | 2–6     |
| Angie         | Ines Lutz                   | 2–4     |
| Carsten       | Bastian Sierich             | 2–3     |
| Nils Kaminski | David Trovo                 | 1–4     |
| Dr. Orthmanns | Udo Schenk                  | 1–3, 5  |
| Ulla Wolter   | Nadja Zwanziger             | 2, 4–6  |
| Caro          | Katrin Filzen               | 5       |
| Frieda        | Silke Dutz                  | 5       |
| Dr. Reimann   | Sylvester Groth             | 3–6     |
| Nina          | Anna Fischer/Nikola Kastner | 5–6     |

## Drehorte
Mein Leben & Ich wurde von 1999 bis 2007 im Auftrag von RTL von der Produktionsfirma Sony Pictures Film und Fernseh Produktions GmbH gedreht. Die Serie spielt in Köln. Dabei spielen viele Szenen in einem Familienhaus. Tatsächlich wurde nur in der Pilotfolge (1999) in einem echten Familienhaus, welches in Köln steht, gedreht. In den ehemaligen MMC Studios 14 und 15 Hürth wurde das Haus von innen und außen so originalgetreu wie möglich nachgebaut. Dort wurden die restlichen Folgen abgedreht. Die in der Serie zu sehenden Dachszenen wurden in einem extra aufgestellten umgebauten Container auf dem Gelände der MMC Hürth unter freiem Himmel sowie in den Studios abgedreht. Fünfzig Prozent der Serie waren Außendrehs. So sind einige lokale Geschäfte, die wirklich in Köln existieren, und die Schule in der Serie zu sehen. Zu den bekanntesten zählen hier das Hansagymnasium Köln (welches in der Serie ebenfalls so heißt), das anyway und das Limit (welche in der Serie schlicht „Café“ genannt werden) sowie die Traumathek (welche in der 5. Staffel genauso hieß, aber dann in der 6. Staffel in Nikothek umbenannt wurde).

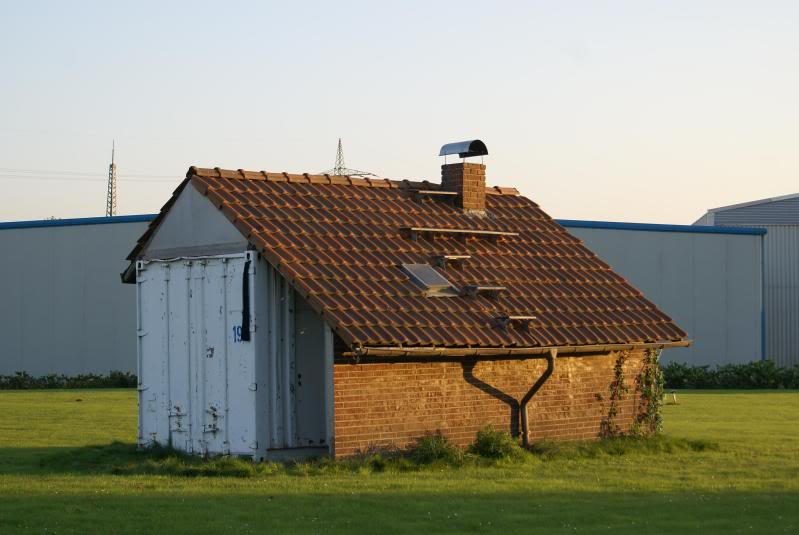
Umgebauter Container für den Außendreh der Dachszenen.
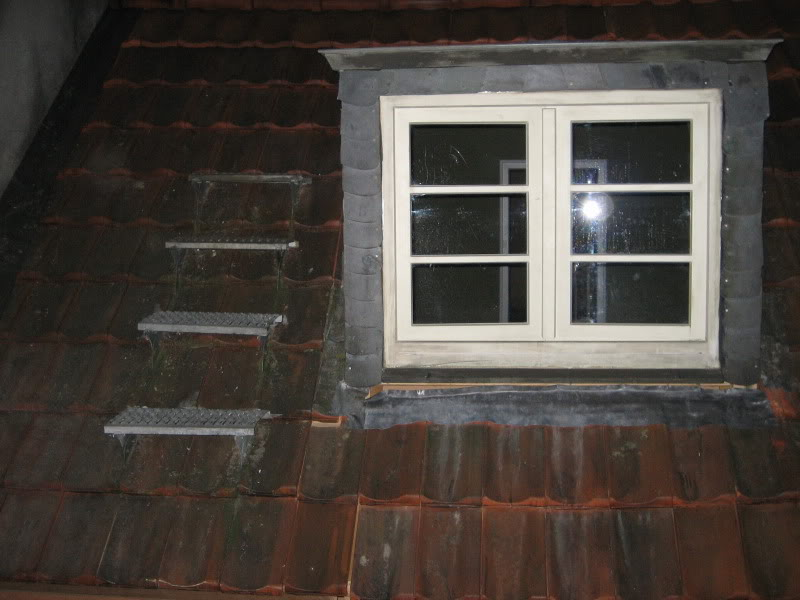
Innenteil der Dachszenen im Studio.
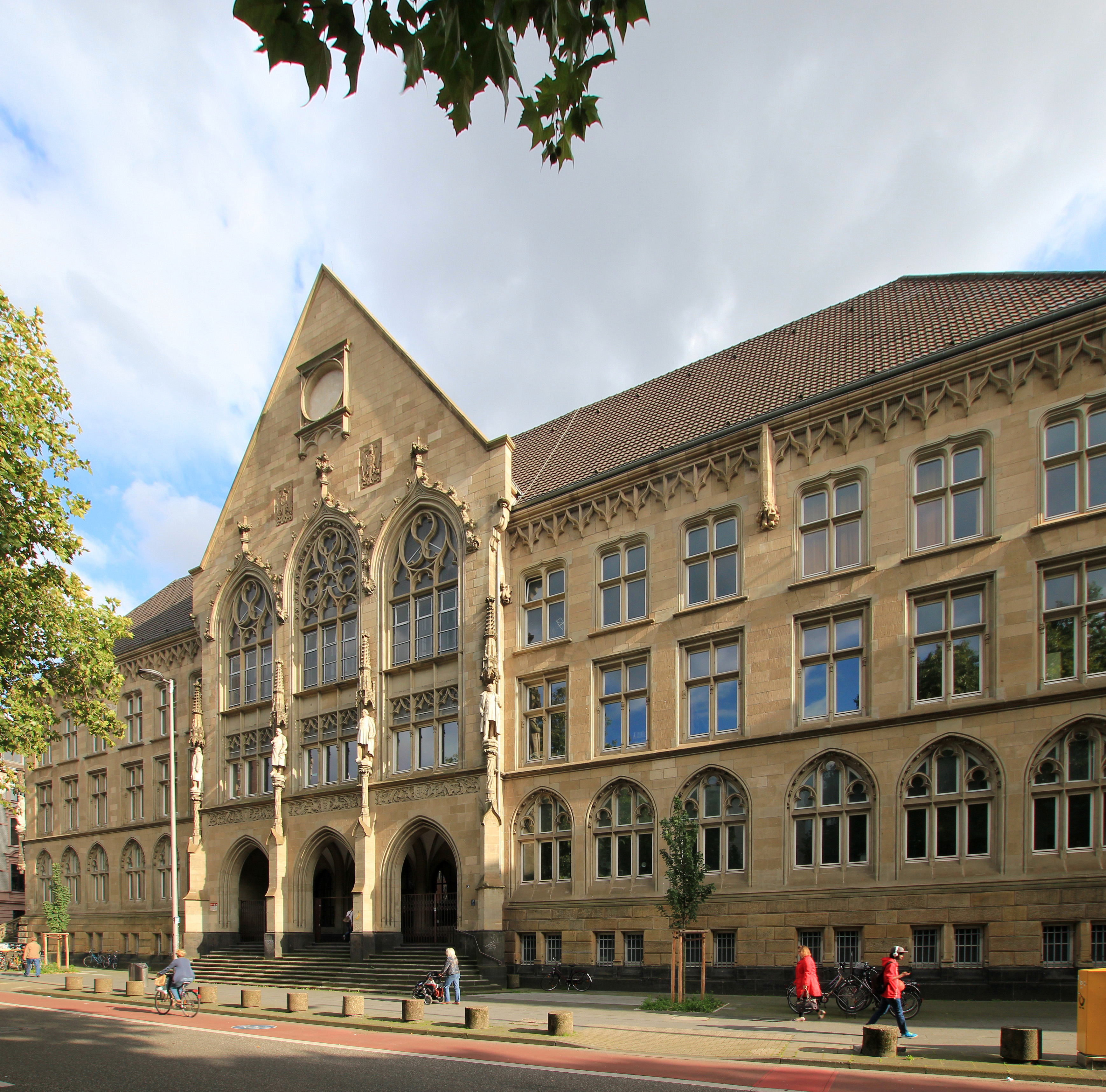
Die Schule, in der die Serie spielt – das Hansagymnasium Köln von außen.

## Sonstiges
- Die Serie war viermal für den Deutschen Comedypreis nominiert, wurde aber kein einziges Mal ausgezeichnet. Bei drei Nominierungen gewann Wolke Hegenbarth im Jahr 2004 einen Preis. Mein Leben & Ich war für sehr lange Zeit, mit sieben Nominierungen, die am häufigsten nominierte Sendung aller Kategorien.
- Ähnliches gilt für den Deutschen Fernsehpreis: Bei insgesamt vier Nominierungen, unter anderem als beste Sitcom, beste Comedyserie, bester Schauspieler, beste Schauspielerin, kam die Serie in keiner einzigen Kategorie zu einer Auszeichnung.
- Die zugrundeliegenden Drehbücher waren teilweise in den USA geschrieben worden und wurden dann dem deutschen Markt angepasst.
- Die sechste und letzte Staffel wurde von RTL, obwohl bereits im Jahr 2007 gedreht, erst ab November 2009 und auf nicht sehr attraktiven Sendeplätzen ausgestrahlt – in der Nacht zu Samstag bzw. am frühen Sonntagmorgen.[1]
- Zu der Serie erschienen mehrere Fanartikel, unter anderem alle sechs Staffeln auf DVD und Blu-ray Disc, eine CD mit dem Soundtrack zur Serie und einige Bücher.